# Fontana dello Zodiaco (Roma)
La fontana dello Zodiaco è una fontana di Ostia, frazione litoranea di Roma, sita in piazzale Cristoforo Colombo, all'estremità meridionale dell'omonima superstrada, realizzata nel 1957 ad opera dell'ingegnere comunale Mario Ferrero.

## Storia
La fontana fu realizzata dalla ditta Colantoni nel 1957 dopo la costruzione del belvedere sul mar Tirreno posto a conclusione di via Cristoforo Colombo, superstrada di collegamento tra il Lido di Ostia e Roma inaugurata nel 1954. Sebbene erroneamente attribuita all'ingegnere Pier Luigi Nervi, che presentò altresì dei progetti per il belvedere, la fontana è stata progettata da Mario Ferrero, ingegnere ed inventore posto a capo del Servizio di collegamento tecnico, telefoni, radio e autoparco del Comune di Roma. L'inaugurazione avvenne il 4 novembre 1957 alla presenza dell'allora sindaco di Roma Umberto Tupini.
Ferrero aveva progettato per la fontana un avveniristico sistema di effetti idraulici, luminosi ed acustici: il getto centrale, che arrivava a raggiungere i 25 metri di altezza, si univa ad un sistema di illuminazione composto da 100 lampade di diversi colori con accompagnamento musicale. Per il suo funzionamento erano necessari circa 100 chilowatt e di particolare pregio era il sistema di controllo, costituito da 3,5 chilometri di cavi elettrici organizzati in 241 linee e connessi ad un anemometro che misurasse direzione ed intensità del vento, al fine di regolare l'altezza del getto centrale. Il controllo avveniva dalla villa di Ferrero sita in via Stefano Carbonelli, a poca distanza dalla fontana. Nel progetto originale era previsto, inoltre, la creazione di un sistema che permettesse al pubblico di comandare la fontana tramite una gettoniera a pagamento. L'intero sistema fu tuttavia smantellato dopo la morte del progettista nel 1962 e un nuovo sistema di illuminazione, sebbene più modesto dell'originale, fu installato solo nel 1968. Oltre alla funzione decorativa la fontana ebbe anche il ruolo di serbatoio idrico anti-incendio per la vicina pineta di Castel Fusano.
Tra il 1993 e il 2005 il Municipio XIII e la Sovrintendenza capitolina ai beni culturali portarono avanti alcuni interventi conservativi, tuttavia la fontana smise di funzionare intorno al 2011 e l'intero belvedere fu chiuso nel marzo 2016 in quanto danneggiato e pericolante. Il progetto di rifacimento della pavimentazione e di rimessa in funzione della fontana fu messo a punto da tecnici del Municipio X (ex Municipio XIII), della Sovrintendenza capitolina e del Dipartimento sviluppo infrastrutture e manutenzione urbana del comune con il supporto della società Risorse per Roma e realizzato in collaborazione con Areti e Acea per la parte idraulica e di illuminazione. Il progetto fu presentato nel marzo 2019 e i lavori partirono ad inizio 2020, subendo rallentamenti prima per il dilagare della pandemia di COVID-19 e poi per le minacce della criminalità organizzata subite dall'impresa aggiudicataria dei lavori. La fontana è tornata a zampillare il 20 aprile 2021, per essere pronta in occasione del Natale di Roma, con una cerimonia alla quale hanno preso parte anche il sindaco di Roma Virginia Raggi e Marco Ferrero, nipote del progettista.

## Descrizione

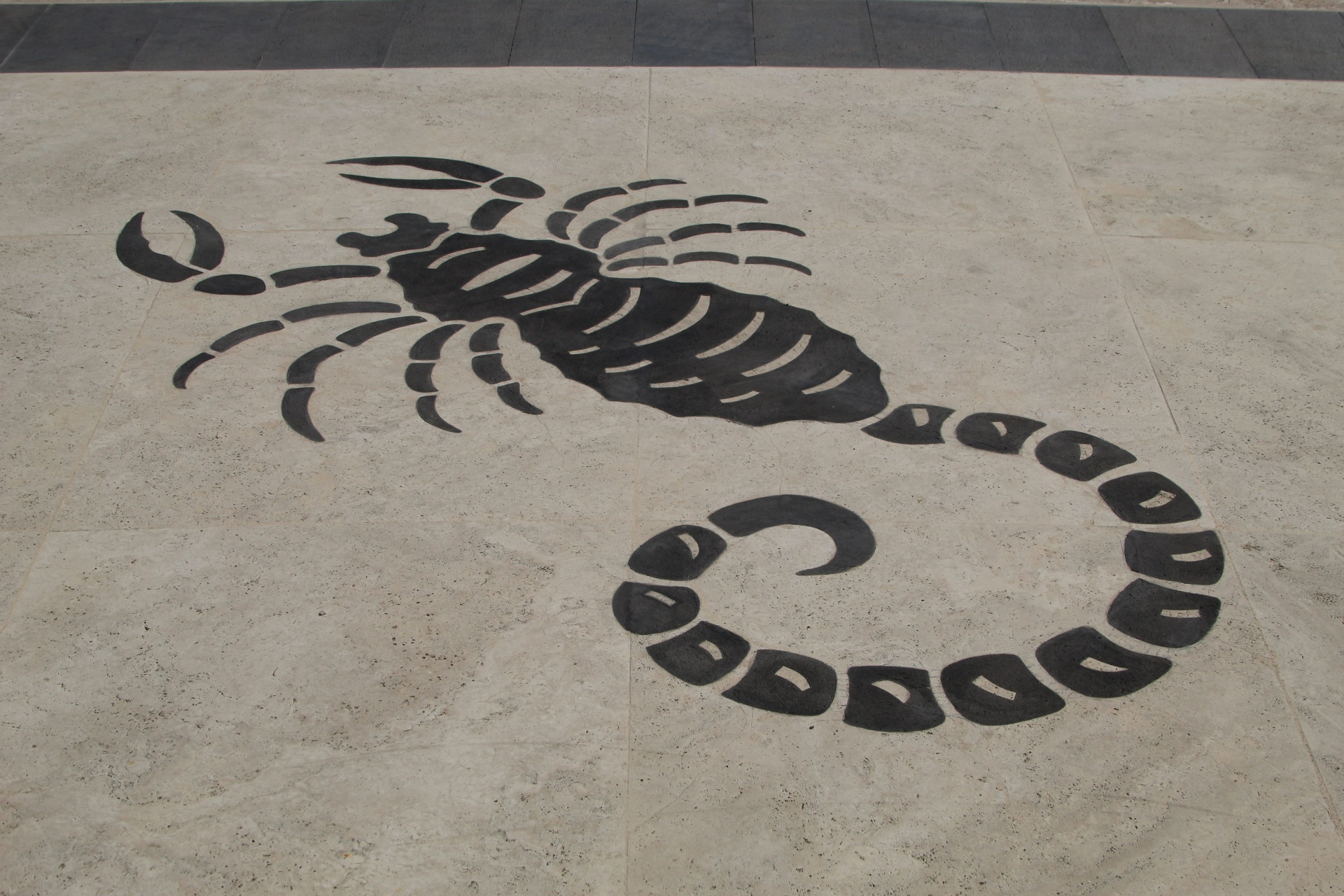
Riquadro con la raffigurazione del segno dello Scorpione.

La fontana è composta da due vasche circolari concentriche, richiamanti l'elemento centrale della rosa dei venti le cui punte decorano la pavimentazione, circondata da una piccola aiuola perimetrale con essenze arbustive ed è dotata di 94 getti d'acqua. Le due vasche erano originariamente alimentate da un pozzo artesiano da circa 300 litri al minuto e hanno una capacità complessiva di circa 100 metri cubi. Il sistema di illuminazione, installato e manutenuto da Areti, prevede la presenza di 53 proiettori LED subacquei da 20 watt, a cui si aggiungono i 18 proiettori LED da 64 watt per l'illuminazione dell'intero piazzale.
Il belvedere, costruito a forma di ferro di cavallo, si estende per circa quattro chilometri quadrati ed è accessibile da una scalinata in travertino con annessa rampa per diversamente abili e passeggini. Il dislivello è di circa un metro rispetto al piano stradale e quattro metri rispetto all'arenile sottostante. La pavimentazione è realizzata in bullettonato di travertino e presenta 12 riquadri trapezoidali, disposti radialmente attorno alla fontana, ritraenti i segni dello zodiaco occidentale. Questi ultimi sono realizzati in basaltina di Bagnoregio con inserti ad intarsio in travertino e calcare e si trovano all'interno di riquadri, anch'essi di travertino, di circa 90x130 centimetri, incorniciati da basaltina in lastre di circa 80x40 e 2 centimetri di spessore. Tale stile decorativo riprendeva quello già sperimentato negli anni '30 al palazzo del Governatorato. L'intero perimetro rivolto verso il mare è delimitato da un parapetto con pilastrini a forma di bitta collegati da tubi orizzontali in alluminio.